# نوروم
نوروم (انگلیسی: Neuroma) یا تومور عصبی، تومور و غدهٔ دردناکی است که بافت عصبی را فرامی‌گیرد. نوروم به توموری گفته می‌شود که از عصب منشأ گرفته یا عمدتاً از یاخته‌های عصبی و تارهای عصبی تشکیل شده‌است. نوروم نوعی بزرگ شدن پیازی‌شکل روی یک عصب متشکل از کلاف در هم پیچیده رشته‌های متداخل است.
نوروم یک رشد غیرطبیعی بافت عصبی ولی معمولاً رشد خوش‌خیم است، اما با ضخیم شدن بافت عصبی اغلب باعث درد شدید عصبی می‌شود.